# Nyiragongo
A Nyiragongo a Kongói Demokratikus Köztársaság területén található vulkán, a Kongói Medence és a Nagy-hasadékvölgy találkozásánál, közel a ruandai határhoz.
Magassága 3470 méter. Jelenleg is aktív. A hegy potenciális veszélyessége miatt szerepel a Decade Volcanoes listáján.
1894 és 1977 között kráterében lávató alakult ki, amit számos expedíció tanulmányozott. 1977. január 10-én tört ki hosszú idő után ismét, legalább 70 ember életét kioltva.
2002. január 17-i kitörésekor 400 000 embert kellett kitelepíteni környékéről, ugyanis a vulkanikus eredetű talaj igencsak termékeny, ennélfogva a terület elég sűrűn lakott (lásd a közelben fekvő Gomát, kb. 1 millió lakossal).
2021. május 23-án a vulkán ismét kitört. Az első beszámolók szerint a lávafolyam keletre, a ruandai határ irányába haladt, ami nem veszélyeztette Goma városát. De hamarosan kialakult egy újabb folyam, ami elérte a város repülőterét és Kivu-tó irányába terjedt. A kitörésnek legalább 15 halottja volt, több száz ház megsemmisült. A május 26-ra virradó éjszaka több földrengés, köztük egy 5,1-es rázta meg Gomát. Több épület összedőlt, nyolcan súlyosan megsérültek. A körzetben számos mély és hosszú repedés keletkezett a felszínen, ami gondot okozott a közlekedésben. A földmozgás Ruandában is károkat okozott. Május 27-én 32 halottat és 40 eltűnt személyt tartottak nyilván. A mérések eredményei arra utaltak, hogy a város alatt olvadt kőzetréteg található és kiszámíthatatlan, hogy hol tör fel a láva. Ezért megkezdték Goma részleges evakuálását. A több tízezer menekülő  Masisi és Sake települések felé indult.